# II Samuel
II Samuel, também chamado Segundo Livro de Samuel ou 2 Samuel, é o segundo de dois livros de Samuel, um dos Livros históricos do Antigo Testamento da Bíblia, sendo apresentado depois de I Samuel e antes de I Reis. Originalmente ele e seu anterior não estavam separados no cânone da Bíblia hebraica original, sendo um único livro na Bíblia Hebraica (a Tanakh). Junto com I Samuel abrange um período de aproximadamente 140 anos (cerca de 1180 a 1040 a.C.). Possui 24 capítulos.

## Divisão do livro original
Acredita-se que este livro formava originalmente uma só obra com I Samuel, I e II Reis conhecida como Livro do Reino. A primeira parte teria sido escrita por Samuel, mas o restante por Natã e Gade. O enorme tamanho deste único rolo, composto por um dos escritores, deve ter levado à sua divisão arbitrária em quatro partes, num tamanho de mais fácil manuseio. Assim, tanto a Septuaginta grega como a Vulgata latina chamam I e II Samuel de "I e II Reis" respectivamente e I Reis e II Reis de "III e IV Reis", reconhecendo que trata-se de uma divisão posterior.

## Conteúdo

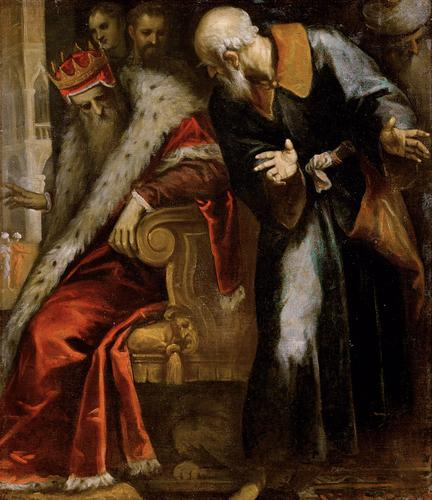
Davi e Natã.
Séc. XVII. Por Palma, o Jovem, no Museu de História da Arte em Viena.

II Samuel conta a história de Israel a partir da morte de Saul (caps 1 a 20) e o subsequente reinado de Davi, com um suplemento no final (caps. 21 a 24). Em outras palavras, está centrado na figura de David, cuja história começa propriamente em I Samuel 16: e nas lutas dos pretendentes ao trono de Jerusalém. Abrange, com seu livro irmão (I Samuel), o período que vai desde o estabelecimento de uma monarquia formal ate o fim do reinado de Davi. Inclusive um período de guerra civil, o transporte da Arca da Aliança a Jerusalém, o relato do pecado de Davi, um cântico de ação de graças e a promessa de Deus sobre a descendência do rei. Digno de nota é a franqueza dos escritores, que não passam por alto nem mesmo os pecados e as faltas do Rei Davi.
O ponto mais alto da sua história é a "Profecia de Natã" (II Samuel 7:), na qual o profeta Natã anuncia que o trono de Jerusalém sempre será ocupado por um Messias da família de Davi. É a criação da ideologia messiânica:
| “ | «Será estável para sempre diante de mim a tua casa e o teu reino; será estabelecido para sempre o teu trono.» (II Samuel 7:16) | ” |

Davi passou para a história como o modelo da autoridade política justa. Por isso, mesmo com o fim da realeza, os judeus permaneceram confiantes no ideal messiânico e ficaram à espera do messias que iria reunir o povo, defendê-lo dos inimigos e organizá-lo numa sociedade justa e fraterna. O Novo Testamento irá identificar Jesus como descendente de Davi, como o Messias esperado, que veio para reunir todos os homens e levá-los à vida plena, na justiça e fraternidade do Reino de Deus.
Sumário dos principais eventos em II Samuel:
- O início do reinado de Davi (1:1–4:12);
- Davi reina em Jerusalém (5:1–6:23);
- A aliança de Deus com Davi (7:1-29);
- O domínio de Davi se estende por todo Israel (8:1–10:19);
- O pecado de Davi contra Javé (11:1–12:31);David e Betsabé em luto por seu filho (II Samuel 12:15–18).
1640-5. Por Solomon Koninck, em coleção particular.

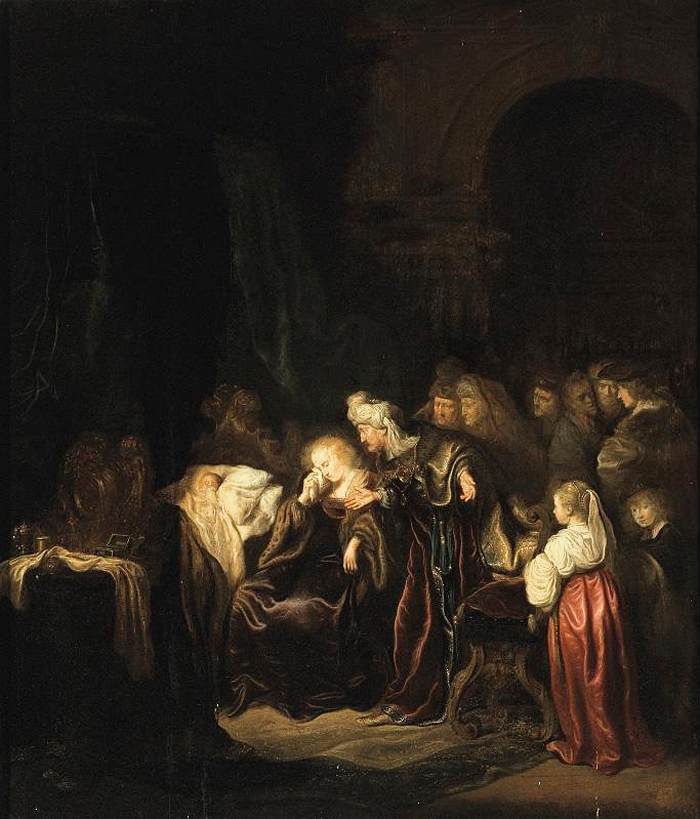
David e Betsabé em luto por seu filho.
1640-5. Por Solomon Koninck, em coleção particular.

- Graves problemas na família de Davi (13:1–18:33);
- Os últimos dias do reinado de Davi (19:1–24:25);

## Aspectos históricos
Assim como acontece com outros livros históricos do Antigo Testamento, mediante a mera leitura se evidencia que I Samuel não foi escrito com mero objetivo histórico, mas sua narração está fortemente ligada ao interesse religioso da antiga nação de Israel e do seu Deus, Javé. 
O objetivo da união das doze tribos, para maior glória de Javé, teria fracassado se não fosse o êxito da escolha do sucessor de Saul. Davi é apresentado como o rei ideal, que obedece a Deus e serve ao povo, graças à sua habilidade política, ele que primeiro foi aclamado rei de Judá, sua tribo, e posteriormente consegue, aos poucos, conquistar a simpatia das demais tribos, e depois ser rei também das tribos do norte. Após ter conseguido reunir todo o povo, Davi conquista Jerusalém, que vai se tornar o centro do poder político e da religião de Israel, portanto, Davi, é o monarca ideal do ponto de vista do cronista bíblico. Já Salomão e outros reis posteriores mereceram a reprovação dos escritores de Crônicas e Reis.
Os seguintes versículos do Novo Testamento relacionam-se com II Samuel:
| “ | «Eis que conceberás e darás à luz um filho, ao qual porás o nome de Jesus. Este será grande e será chamado filho do Altíssimo; o Senhor Deus lhe dará o trono de Davi seu pai; e reinará eternamente sobre a casa de Jacó, e o seu reino não terá fim.» (Lucas 1:31–33) | ” |